# Emily Chebet
Pour les articles homonymes, voir Chebet.
Emily Chebet (née le 18 février 1986 à Bomet) est une athlète kényane spécialiste des courses de fond.

## Biographie
Le 28 mars 2010, Emily Chebet remporte l'épreuve individuelle des Championnats du monde de cross-country se déroulant à Bydgoszcz, en Pologne. Elle boucle les 8 kilomètres du circuit en 24 min 19 s et devance au terme d'un sprint final sa compatriote Linet Masai et l'Éthiopienne Meselech Melkamu. Elle permet par ailleurs à l'équipe du Kenya de remporter le classement général par équipe devant l'Éthiopie et les États-Unis.

## Palmarès
| Année | Compétition                             | Lieu      | Place | Épreuve             | Temps          |
| ----- | --------------------------------------- | --------- | ----- | ------------------- | -------------- |
| 2010  | Championnats du monde de cross-country  | Bydgoszcz | 1re   | Course individuelle |                |
| 2010  | Championnats du monde de cross-country  | Bydgoszcz | 1re   | Par équipes         |                |
| 2013  | Championnats du monde de cross          | Bydgoszcz | 1re   | Course individuelle |                |
| 2013  | Championnats du monde de cross          | Bydgoszcz | 1re   | Par équipes         |                |
| 2014  | Jeux du Commonwealth                    | Glasgow   | 3e    | 10 000 m            | 32 min 10 s 82 |
| 2014  | Championnats d'Afrique                  | Marrakech | 2e    | 10 000 m            | 32 min 45 s 28 |
| 2018  | Championnats d'Afrique de cross-country | Chlef     | 2e    | Relais mixte        | 24 min 15 s    |

## Records personnels
- 1 500 m - 4 min 18 s 75 min (2005)
- 3 000 m - 8 min 53 s 46 min (2005)
- 10 000 m - 31 min 33 s 39 min (2006)